# Явірська ГЕС
Явірська ГЕС — мала гідроелектростанція у селі Явора (Самбірський район Львівська область), на річці Стрий.

## Історія
Явірська ГЕС була введена в експлуатацію 1961 року та пропрацювала до 1975 року. З 1975 року до 2006 року ГЕС не експлуатувалась. За цей період було зруйновано земляну греблю, береговий устій, демонтовано все обладнання, будівлі та споруди перебували в аварійному стані.
TOB «Енергоінвест» (м. Вінниця) придбало залишки ГЕС та інвестувало у відновлення Явірської ГЕС понад 10 млн грн. У 2008 році Явірська ГЕС відновила свою роботу. За період експлуатації TOB «Енергоінвест» додатково вкладало кошти в розчистку річища р. Стрий зі сторони нижнього б'єфа, виконувало роботи з берегоукріплення та модернізації ГЕС.
Щорічний обсяг виробництва електроенергії виявився значно меншим, ніж той, що розраховувався при техніко-економічному обґрунтуванні, тому термін окупності вкладених коштів значно зріс і на теперішній час, ще не закінчився. Так за 2012 рік було вироблено 1,7 млн кВт·год електроенергії при запланованих 3,5 млн кВт·год, суттєво зривається план виробітку і в подальші роки. Причиною цього є мала приплинність води, часті необґрунтовані скиди води. Внаслідок цього коефіцієнт використання встановленої потужності у 2012 році становив лише 0,3, що значно менше, ніж у середньому по підприємству.
На Явірській ГЕС працює 5 робітників, середня зарплата становить 3632,17 грн.